# Данаєць Хрисипп
Данаєць Хрисипп (Danaus chrysippus) — вид денних метеликів родини сонцевиків (Nymphalidae).

## Етимологія
Вид названо на честь персонажа давньогрецької міфології Хрисиппа.

## Поширення
Вид поширений по всій Африці, Південній Європі, тропічній та субтропічній Азії, в Океанії та Австралії. В Україні один раз спостерігалася залітна особина у Криму.

## Опис
Досить великий метелик. Розмах крил становить 7-9 см, довжина переднього крила — 33-43 мм. Крила забарвлені в яскравий помаранчевий колір, який максимально інтенсивний на верхніх крилах. Малюнок виконаний у вигляді темного або чорного канта. По верхньому крилі хаотично розташовані білі плями. Самиці практично нічим не відрізняються від самців.

## Спосіб життя
Метелики активні протягом всього року. За сприятливих умов можуть давати до 12 поколінь у рік. Гусінь живиться рослинами з родини барвінкових, але може траплятися і на інших рослинах.